# Betty Twarog
Betty Mack Twarog (Nova York, 28 d'agost de 1927 – Damariscotta, Maine, 6 de febrer de 2013) va ser una bioquímica estatunidenca i la primera científica a trobar serotonina en el cervell dels mamífers.

## Trajectòria
Twarog va néixer a la Ciutat de Nova York el 1927. Va estudiar a l'Swarthmore College entre 1944 i 1948, centrant-se en les matemàtiques. Mentre estudiava un màster en Ciències a la Universitat Tufts va assistir a una conferència sobre neurologia muscular dels mol·luscs i el 1949 es va matricular en el programa de doctorat de la Universitat Harvard que dirigia John Welsh per a estudiar aquesta àrea. El 1952 va presentar un article que mostrava que la serotonina complia una funció com a neurotransmissor en els musclos.
A la tardor de 1952, Betty Twarog es va traslladar a la zona de la Universitat de l'Estat de Kent per motius familiars, i va escollir la Clínica de Cleveland com a lloc per a continuar l'estudi de la seva hipòtesi segons la qual els neurotransmissors dels invertebrats també es trobarien en els mamífers. Encara que el seu cap, el fisiòleg Irvine Page, la secundava, ell dubtava que la serotonina es trobés en el cervell. Tot i així, va proporcionar a Twarog un laboratori i un tècnic. D'aquesta manera, al juny de 1953, Twarog va presentar un treball acadèmic anunciant l'aïllament de la serotonina en el cervell d'un mamífer, titulat Serotonin Content of Some Mammalian Tissues and Urine and a Method for Its Determination.
Betty Twarog va deixar la Clínica de Cleveland el 1954 i va continuar treballant amb el múscul llis dels invertebrats a la Universitat de Tufts, en la d'Harvard i a la Universitat Estatal de Nova York a Stony Brook. Anys més tard, en el Laboratori Bigelow de Ciències Marines de Boothbay Harbor, a Maine, va estudiar com els mol·luscs eludeixen els verins del fitoplàncton.
Twarog va morir el 6 de febrer de 2013, a l'edat de 85 anys a Damariscotta, a Maine.

## Impacte en ciència i medicina
L'aïllament de la serotonina en el cervell que va aconseguir desenvolupar Betty Twarog va establir el seu potencial com a neurotransmissor i, doncs, com a modulador de l'activitat cerebral. El seu descobriment va ser un precursor essencial per a la creació el 1978 dels medicaments antidepressius ISRS, com la fluoxetina i la sertralina.